# Frants Liisberg (civilingeniør)
 Der er flere personer med dette navn, se Frants Liisberg.
Frants Christian Liisberg (født 8. december 1921 på Frederiksberg, død 13. juli 1991 sammesteds) var en dansk civilingeniør og administrerende direktør for LM Ericsson A/S i Danmark. 
Liisberg var søn af grosserer Aage Liisberg og Yrsa f. Duvier. Han blev student fra Frederiksberg Gymnasium i 1939 og cand.polyt. fra Den Polytekniske Læreanstalt i 1945. Samme år fik han ansættelse i LM Ericsson A/S i Danmark som elev af firmaets direktør L. C. Nørlund. Han var blandt hovedkræfterne bag udviklingen af firmaets crossbar koblingsudstyr, som udgør fundamentet for den moderne telefoni. Han avancerede i 1964 som firmaets administrerende direktør efter Nørlund. Det lykkedes Liisberg i denne stilling at sikre LM Ericssons plads på det danske marked: Foretagsomhed blev hans kendetegn næsten dag og nat. Ungkarlen kunne gøre med sit døgn, som det lystede ham, med vinterbolig i København og afslapningsmuligheder i det sønderjyske sommersted. Begge oaser nødvendig for en leder, som sammen med sine medarbejdere var ude i en benhård konkurrence om det hjemlige tele-marked og dets senere digitalisering.
Desuden var Liisberg præsident for Brøndbyernes Rotaryklub og medlem af generalforsamlingen for Dansk Arbejdsgiverforening. Han fratrådte sin stilling som direktør i 1979. Samme år blev han Ridder af Dannebrog og Ridder af Nordstjerneordenen. Liisberg døde i 1991 efter kort tids sygdom. Han begravedes fra Frederiksberg Kirke og ligger begravet på Frederiksberg Ældre Kirkegård.